# Nhái cây Tần Lĩnh
Nhái cây Tần Lĩnh, còn gọi là nhái cây Thiểm Tây, tên khoa học Hyla tsinlingensis, là một loài ếch thuộc họ Nhái bén. Đây là loài đặc hữu của Trung Quốc. Chúng được 2 nhà khoa học Trung Quốc Lưu Thừa Chiêu và Hồ Thục Cầm phân loại vào năm 1966.
Môi trường sống tự nhiên của chúng là vùng cây bụi ôn đới, sông ngòi, sông có nước theo mùa, đầm nước, đầm nước ngọt, đầm nước ngọt có nước theo mùa, và đất có tưới tiêu. Chúng hiện đang bị đe dọa vì mất môi trường sống.